# Autostadt

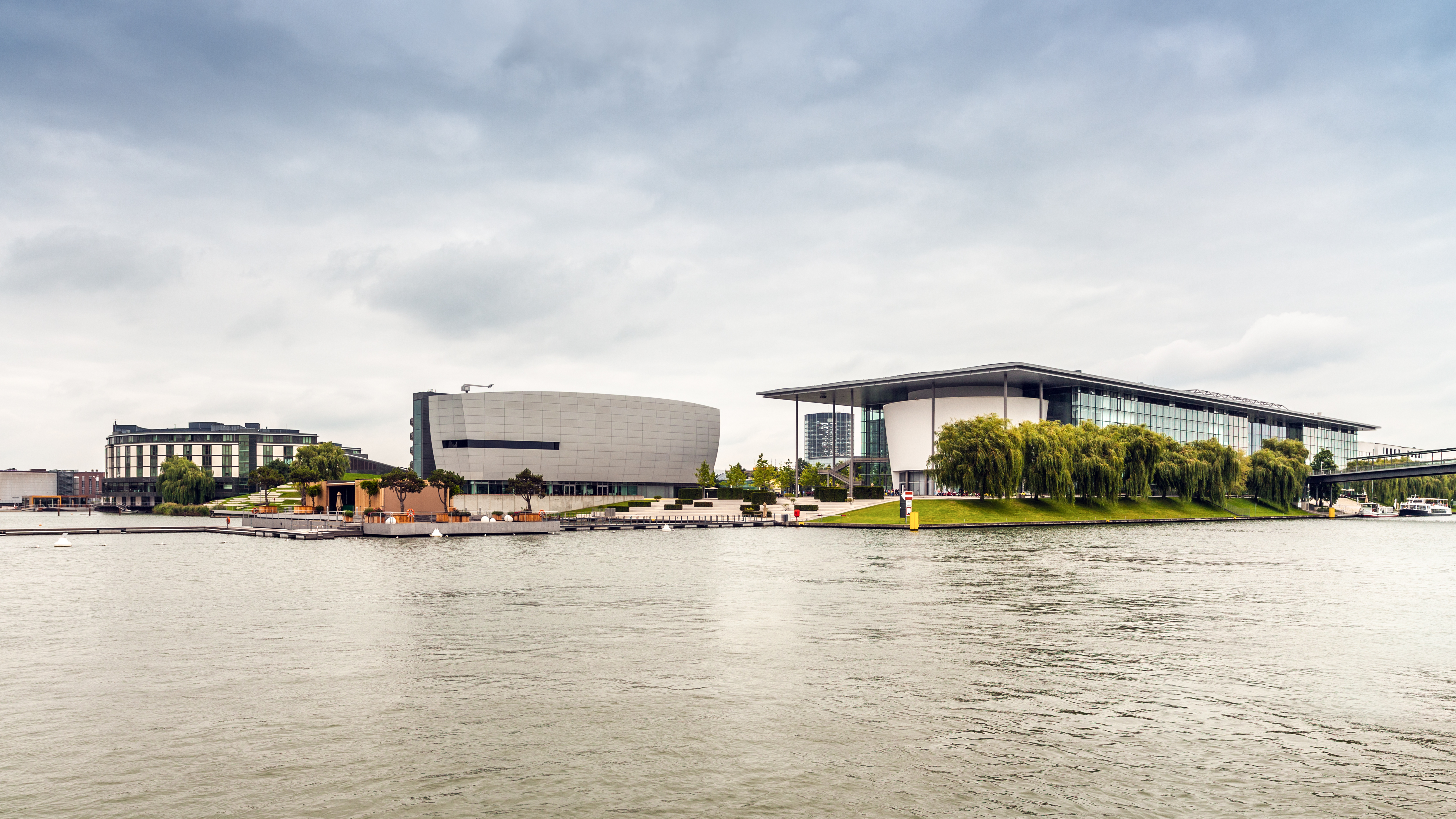
Autostadt

Autostadt is een toeristische attractie naast de fabriek van Volkswagen in Wolfsburg, Duitsland, met een focus op auto's. Het beschikt over een museum, tal van paviljoens met de belangrijkste automerken in de Volkswagen Group, een klantencentrum waar de klanten van alles kunnen oppikken van de nieuwste auto's, en een rondleiding kunnen krijgen door de enorme fabriek. Het park wordt gerund door "Autostadt GmbH".

## Geschiedenis
Het idee voor Autostadt is begonnen in 1994. Men vroeg zich af hoe de stadia van de productie van de Volkswagen-modellen en de activiteiten van het bedrijf tentoongesteld konden worden op de wereldtentoonstelling Expo 2000 in Hannover. In 1998 startte de bouw van Autostadt op een aan de fabriek grenzend stuk grond. Het project is het werk van meer dan 400 architecten en kostte uiteindelijk 435 miljoen euro. Het belangrijkste paviljoen is geopend in mei 2000 waardoor men de beroemde auto's, tot dan toe opgesloten in kratten, konden worden getoond aan het publiek.

## Bezoekers en attracties
Vanaf de opening trekt Autostadt elk jaar meer dan 2 miljoen bezoekers. Zij worden ook deels aangetrokken door de moderne architectuur en de parkachtige,  groene opbouw tussen de verschillende paviljoens en attracties. Het park heeft onder andere een off-road track, waar de Volkswagen Touareg, de Amarok en de Tiguan worden getest, een mini-baan voor kinderen, 2 bioscopen om van alles te tonen op het gebied van auto's.
Het park omvat twee 60 meter hoge glazen silo's die gebruikt worden als opslagplaats voor nieuwe Volkswagens. De twee torens zijn verbonden met de fabriek van Volkswagen door een 700 meter lange tunnel. Klanten die bijvoorbeeld een Volkswagen kopen kunnen ervoor kiezen die in Wolfsburg te komen halen. De autokopers krijgen gratis toegang en maaltijdkaartjes. Zij volgen op een scherm hoe hun auto uit de toren wordt verwijderd. De auto wordt zo afgeleverd met "0" kilometer op de teller.

## Paviljoenen
Er zijn in totaal 8 paviljoenen over de volgende merken:

### Volkswagen

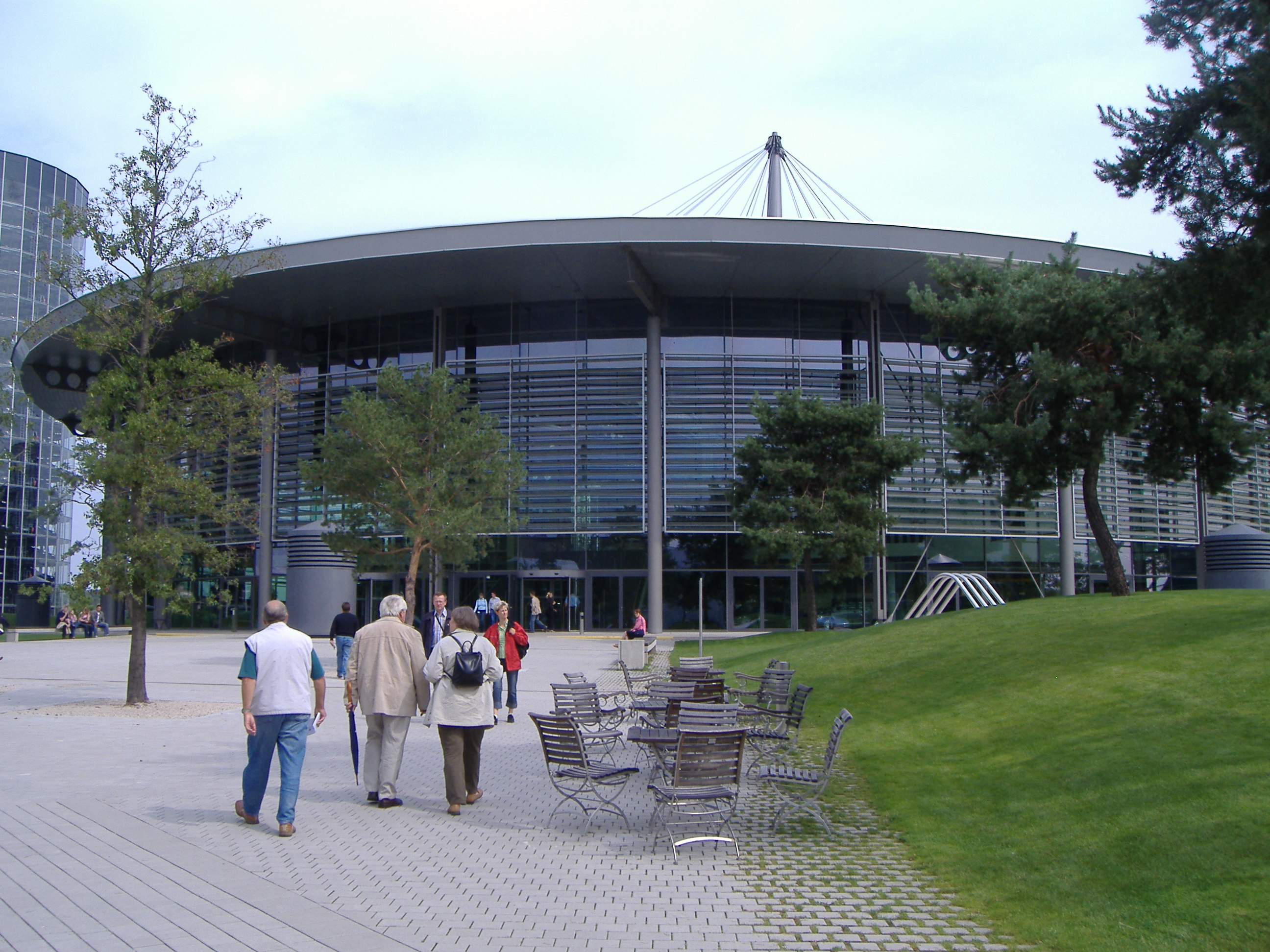
Het paviljoen van ontwikkeling van Volkswagen

Er zijn 2 Volkswagenpaviljoenen. In deze paviljoenen kan je de ontwikkeling en de productie van de auto's zien. Het paviljoen die de ontwikkeling weergeeft is het grootste paviljoen op de site. Het paviljoen is cirkelvormig en telt twee verdiepingen die de verschillende modellen weergeven van Volkswagen. Er is tevens een winkel met Volkswagen-artikelen op de bovenste verdieping. Het paviljoen dat de productie weergeeft is het kleinste en was oorspronkelijk niet gepland.

### Bentley
Het Bentleypaviljoen is ingebouwd in een heuvel en enkel de ingang met het marmeren dak steekt erboven uit. Het paviljoen omvat de geschiedenis van de Bentley auto's. In 2008 vond ook Bugatti zijn onderdak in het paviljoen.

### Škoda
Het Škodapaviljoen bestaat uit een aantal metalen sculpturen. Het toont verschillende voorbeelden van auto's geproduceerd onder het merk Škoda en kleine modellen van alle typen ooit geproduceerd in de Škoda geschiedenis.

### Lamborghini
Het Lamborghinipaviljoen is een zwart balkachtig gebouw en bevindt zich naast het Volkswagen paviljoen. Het toont auto's van Lamborghini. In het paviljoen kan je een heuse show meemaken.

### Audi
In het Audipaviljoen bevindt zich een tour langs de verschillende modellen van het merk Audi. Er is ook een circulair scherm aanwezig waardoor je van alle kanten van een loopbrug prachtig zicht hebt op de videos die worden afgespeeld. Onder het scherm kunnen bezoekers een kijkje nemen in de Audi R8.

### Seat
Het Seatpaviljoen is een van de grootste paviljoens op de site en is omgeven door water en planten. In het paviljoen bevinden zich oude en recente modellen van SEAT en kan je op een interactieve manier meer over het merk te weten komen.

### Porsche
Het Porschepaviljoen is een gebouw in vorm van een golf waar je in kunt. In het paviljoen staan de drie huidige modellen van Porsche, namelijk de Boxster, 911 en de Panamera.